# Vera Kaščeeva
Vera Sergeevna Kaščeeva, in russo Вера Сергеевна Кащеева? (Petrovka, 15 settembre 1922 – Apšeronsk, 20 maggio 1975), è stata un medico sovietico del 120º Reggimento Fucilieri, insignita del titolo di Eroe dell'Unione Sovietica nel 1944 per le sue azioni nella battaglia per attraversare il fiume Dnepr.

## Biografia
Nacque il 15 settembre 1922 da una famiglia di contadini russi nel villaggio di Petrovka, situato nell'attuale territorio dell'Altaj. Si trasferì a Barnaul, dove inizialmente lavorò in un asilo prima di diventare infermiera in uno stabilimento tessile nel gennaio 1940. Nel 1944 divenne membro del Partito Comunista dell'Unione Sovietica.

## Seconda guerra mondiale
Inizialmente, dopo l'invasione tedesca dell'Unione Sovietica, continuò a frequentare i corsi di infermieristica fino alla laurea nel novembre 1941. Chiese ripetutamente di essere inviata al fronte, fu arruolata nell'Armata Rossa nel marzo 1942 come medico nella 315ª Divisione Fucilieri, appena formata e composta da persone provenienti dalla regione di Altai. Al termine dell'addestramento, in agosto, fu inviata sul fronte di guerra nel 362º Reggimento Fucilieri, dopo un breve periodo fu trasferita alla 115ª Brigata Fucilieri, per poi passare al 120º Reggimento Fucilieri della Guardia in ottobre e combattere nella battaglia di Stalingrado.
Durante la difesa dell'acciaieria Volgogradskij Metallurgičeskij Kombinat "Krasnyj Oktjabr'", il reggimento respinse fino a venti attacchi al giorno e abbatté diversi aerei nemici e punti di artiglieria, al prezzo di perdite significative. Durante i costanti bombardamenti aerei e le cattive condizioni meteorologiche, curò i soldati feriti, aiutando anche a individuare i cecchini tedeschi e a consegnare il cibo.
Nella missione che prevedeva lo sbarco a Dnipro e l'attraversamento del fiume Dnepr, la sua unità riuscì a fornire un punto d'appoggio per le truppe. Nonostante le gravi ferite riportate e il rischio di morire dissanguata, continuò il suo lavoro di ricognizione, fornendo informazioni sulle posizioni dell'artiglieria nemica ai suoi comandanti, che aiutarono le truppe a riprendere il controllo di una testa di ponte strategica sulla riva destra del fiume: solo cinque soldati del gruppo di sbarco iniziale sopravvissero ai combattimenti, lei compresa. Per le sue azioni in missione, il 22 febbraio 1944 fu insignita del titolo di Eroe dell'Unione Sovietica, dove fu lodata non solo per aver portato a compimento la sua missione ma anche per aver ispirato altri soldati a continuare a combattere.

## Nel dopoguerra
Nel 1944 fu smobilitata dal fronte per motivi di salute e tornò nella città di Barnaul, dove si laureò in medicina come ostetrica nel 1948 e dove lavorò come infermiera fino al matrimonio. Dopo il matrimonio si trasferì con il marito nell'Estremo Oriente della Russia, a Khabarovsk, dove visse fino al 1973. Fino al 1953 è stata responsabile di una scuola materna a Bira, nell'Oblast' autonoma ebraica. Nel 1973 la famiglia si trasferì ad Apšeronsk, dove lavorò come paramedico e ricevette la medaglia Florence Nightingale dalla Croce Rossa.
Il 20 maggio 1975 morì in un incidente automobilistico insieme al nipote, fu sepolta nel cimitero di Apšeronsk. Alcune strade di Barnaul, Bira e Apsheronsk portano il suo nome.